# Erigeron longipes
Erigeron longipes es una especie de plantas de la familia Asteraceae. Nativa de Centroamérica. 

## Descripción
Es una planta perenne que alcanza un tamaño de 20–40 cm de alto; tallos delgados, estriados, puberulentos a escasamente hírtulos. Hojas oblanceoladas a espatuladas, 3–7 cm de largo y 1–3 cm de ancho, márgenes irregularmente crenulado-dentados a algo lobados, pubescentes; pecíolos alados o abrazadores. Capitulescencias solitarias, pedúnculos (8) 10–15 (20) cm de largo, sin brácteas; capítulos 4–5 mm de largo y 8–10 mm de ancho (excluyendo los radios); involucros hemisféricos; filarias en 2–3 series, eximbricadas, linear-lanceoladas, márgenes escariosos, pubescentes dorsalmente; flósculos del radio numerosos, en 2–3 series, las lígulas 6–10 mm de largo, blancas; flósculos del disco numerosos, las corolas ca 4 mm de largo. Aquenios ca 1 mm de largo, pubescentes; vilano de 30–40 cerdas frágiles, 3–4 mm de largo.

## Distribución y hábitat
Localmente común, en bosques de pino-encinos, zona norcentral; 1100–1600 m; fl y fr (ene) jun–ago; Stevens 10191, 10337; regiones montañosas desde el centro de México (San Luis Potosí) a Nicaragua.

## Propiedades
En el Distrito Federal de México, con frecuencia se aprovecha a esta especie para dar baños medicinales postparto, se ocupa su cocimiento acompañado de otras plantas.
Historia
En el siglo XVI, Fray Bernardino de Sahagún notifica su uso para aliviar hemorroides; en el mismo siglo, Francisco Hernández de Toledo la describe como antiodontálgico, dentífrico, estimulante, estornutatorio, antitusígeno y oxitócico. La Sociedad Mexicana de Historia Natural, la indica como sialagogo.
Para el siglo XX, la Sociedad Farmacéutica de México señala los usos siguientes: antiodontálgico, estornutatorio, insecticida y sialagogo.

## Taxonomía
Erigeron longipes fue descrita por  Augustin Pyrame de Candolle y publicado en Prodromus Systematis Naturalis Regni Vegetabilis 5: 285. 1836.
Etimología
Erigeron: nombre genérico que deriva de las palabras griegas: eri = "temprano" y geron =  "hombre viejo", por lo que significa "hombre viejo en la primavera", en referencia a las cabezas de semillas blancas mullidas y la floración temprana y fructificación de muchas especies.
longipes: epíteto latíno que significa "con tallo largo".
Sinonimia
- Aster variabilis Sessé & Moc.
- Erigeron affinis DC.
- Erigeron scaposus DC.
- Erigeron scaposus var. latifolius DC[5]